# Филмографија Џејмса Камерона
Џејмс Камерон је канадски режисер, сценариста и продуцент, познат по својој богатој филмској и телевизијској каријери. 
Камеронов дебитантски рад био је научнофантастични кратки филм Ксеногенеза из 1978. који је режирао, написао и продуцирао. Његов редитељски деби била је Пирана 2: Мрешћење из 1982. Следећи филм који је режирао био је чувени научнофантастични акциони трилер Терминатор (1984). У њему је глумио Арнолд Шварценегер, тада врло популаран глумац, који је и помогао Камерону да се дубље пробије у свет филма. Године 1986. режирао је и написао наставак акционог научнофантастичног филма Осми путник где је главну улогу играла Сигорни Вивер. Наставио је низ режирања научнофантастичних остварења с филмом Амбис (1989). Године 1991. Камерон је режирао наставак филма Терминатор — Терминатор 2: Судњи дан, у коме је Шварценегер поновио своју пређашњу улогу. Три године касније режирао је трећи акциони филм са Шварценегером под називом Истините лажи (1994). Године 1997. Камерон је режирао, написао и продуцирао епско-романтични филм Титаник, који је зарадио преко 1,84 милијарде долара. Добио је Оскара за најбољег режисера и најбољег монтажера док је Оскара за најбољи филм поделио с осталим продуцентима. Титаник је укупно имао четрнаест номинација за Оскара (исто колико је први пут имао филм Све о Еви из 1950. што је рекорд), а освојио је једанаест (исто колико је први пут освојио филм Бен-Хур из 1959. што је такође рекорд). Камерон је такође освојио признања Златни глобус за најбољу режију и Златни глобус за најбољи драмски филм. Режирао је потом два документарна филма — Духови бездана (2003) и Бића из дубина (2005).
Након краће паузе Камерон се вратио на филмску сцену 2009. с научнофантастичним филмом Аватар. Филм је зарадио преко 2,78 милијарди долара и постао је најисплативији филм свих времена. Рекорд је држао до 2019. када га је престигао филм Осветници: Крај игре. Аватар је номинован за девет признања Академије (освојио их је три, све у техничким категоријама). Камерон је такође освојио други Златни глобус за најбољег режисера и за најбољи драмски филм. Камерон је затим продуцирао филмове Санктум (2011) и Cirque du Soleil: Удаљени светови (2012) и документарац Изазов под морем 3Д (2014).
Камерон је свој телевизијски деби имао 1998. тумачећи самога себе у ситкому Луд за тобом. Две године касније продуцирао је научнофантастичну телевизијску серију Црни анђео. Године 2005. појавио се у два документарна филма о потонућу Титаника: Последње мистерије Титаника и Тони Робинсове авантуре с Титаником. Исте године је наступио и у комично-драмској телевизијској серији Свита. Камерон је наставио каријеру на телевизији продуцирајући два библијска документарца — Дешифрован Егзодус (2006) и Исусов изгубљен гроб (2007). Године 2012. продуцирао је свој трећи документарни филм о Титанику — Титаник: Последња реч са Џејмсом Камероном. Две године касније продуцирао је документарну телевизијску серију Године опасног живота, која се бави климатским променама на Земљи. Серија је добила награду Еми у категорији изванредна документарна серија.

## Филмови
| Назив                      | Изворни назив                 | Година | Заслуге | Заслуге    | Заслуге   | Заслуге  | Напомене                                                  | Реф.   |
| Назив                      | Изворни назив                 | Година | Редитељ | Сценариста | Продуцент | Монтажер | Напомене                                                  | Реф.   |
| -------------------------- | ----------------------------- | ------ | ------- | ---------- | --------- | -------- | --------------------------------------------------------- | ------ |
| Ксеногенеза                | Xenogenesis                   | 1978.  | Да      | Да         | Да        | Да       | Краткометражни филм; Заједно режирао са Рандалом Фрејксом | [ 20 ] |
| Пирана 2                   | Piranha II: The Spawning      | 1982.  | Да      | Да         | Не        | Не       | Режисерски деби                                           | [ 21 ] |
| Терминатор                 | The Terminator                | 1984.  | Да      | Да         | Не        | Не       |                                                           | [ 22 ] |
| Рамбо 2                    | Rambo: First Blood Part II    | 1985.  | Не      | Да         | Не        | Не       |                                                           | [ 23 ] |
| Осми путник II             | Aliens                        | 1986.  | Да      | Да         | Не        | Не       |                                                           | [ 24 ] |
| Амбис                      | The Abyss                     | 1989.  | Да      | Да         | Не        | Не       |                                                           | [ 25 ] |
| Терминатор 2               | Terminator 2: Judgment Day    | 1991.  | Да      | Да         | Да        | Не       |                                                           | [ 26 ] |
| Тачка прекида              | Point Break                   | 1991.  | Не      | Не         | Извршни   | Не       |                                                           | [ 27 ] |
| Истините лажи              | True Lies                     | 1994.  | Да      | Да         | Да        | Не       |                                                           | [ 28 ] |
| Чудни дани                 | Strange Days                  | 1995.  | Не      | Да         | Да        | Не       |                                                           | [ 29 ] |
| Tитаник                    | Titanic                       | 1997.  | Да      | Да         | Да        | Да       |                                                           | [ 30 ] |
| Соларис                    | Solaris                       | 2002.  | Не      | Не         | Да        | Не       |                                                           | [ 31 ] |
| Aватар                     | Avatar                        | 2009.  | Да      | Да         | Да        | Да       |                                                           | [ 32 ] |
|                            | Sanctum                       | 2011.  | Не      | Не         | Извршни   | Не       |                                                           | [ 33 ] |
|                            | Cirque du Soleil: Worlds Away | 2012.  | Не      | Не         | Извршни   | Не       |                                                           | [ 34 ] |
| Aлита: Борбени анђео       | Alita: Battle Angel           | 2019.  | Не      | Да         | Да        | Не       |                                                           | [ 35 ] |
| Терминатор: Мрачна судбина | Terminator: Dark Fate         | 2019.  | Не      | Прича      | Да        | Не       |                                                           | [ 36 ] |
| Аватар: Пут воде           | Avatar: The Way of Water      | 2022.  | Да      | Да         | Да        | Да       |                                                           | [ 37 ] |
| Aватар 3                   | Avatar 3                      | 2025.  | Да      | Да         | Да        | Да       | У продукцији                                              | [ 38 ] |
| Aватар 4                   | Avatar 4                      | 2029.  | Да      | Да         | Да        | Да       | У продукцији                                              | [ 38 ] |

| Films that have not yet been released | Односи се на филмове који још нису доживели премијеру у биоскопима |

### Документарни филмови
| Назив                              | Изворни назив                                | Година | Заслуге | Заслуге  | Заслуге   | Заслуге  | Заслуге | Напомене                                                        | Реф.          |
| Назив                              | Изворни назив                                | Година | Режија  | Сценарио | Продуцент | Монтажер | Глумац  | Напомене                                                        | Реф.          |
| ---------------------------------- | -------------------------------------------- | ------ | ------- | -------- | --------- | -------- | ------- | --------------------------------------------------------------- | ------------- |
| Вулкани из дубине мора             |                                              | 2003.  | Не      | Не       | Извршни   | Не       | Не      | Само                                                            | [ 39 ]        |
| Духови бездана                     | Ghosts of the Abyss                          | 2003.  | Да      | Да       | Да        | Да       | Да      |                                                                 | [ 40 ] [ 41 ] |
|                                    | The Cutting Edge: The Magic of Movie Editing | 2004.  | Не      | Не       | Не        | Не       | Да      |                                                                 | [ 42 ]        |
| Бића из дубина                     | Aliens of the Deep                           | 2005.  | Да      | Не       | Да        | Да       | Да      | Режирао заједно са Стивеном Квалом; такође директор фотографија | [ 43 ] [ 44 ] |
| Истраживачи: Од Титаника ка Месецу | Explorers: From the Titanic to the Moon      | 2006.  | Не      | Не       | Не        | Не       | Да      |                                                                 | [ 45 ]        |
| Руку под руку                      | Side by Side                                 | 2012.  | Не      | Не       | Не        | Не       | Да      |                                                                 | [ 46 ]        |
| Изазов под морем 3Д                | Deepsea Challenge 3D                         | 2014.  | Не      | Не       | Извршни   | Не       | Да      |                                                                 | [ 47 ]        |
| Они који мењају игру               | The Game Changers                            | 2019.  | Не      | Не       | Извршни   | Не       | Не      |                                                                 | [ 48 ]        |
|                                    |                                              | 2020.  | Не      | Не       | Извршни   | Не       | Не      | Краткометражни филм                                             | [ 49 ]        |
|                                    |                                              | 2021.  | Не      | Не       | Извршни   | Не       | Не      |                                                                 | [ 50 ]        |

### Техничке заслуге
| Назив                   | Изворни назив             | Година | Реф.   |
| ----------------------- | ------------------------- | ------ | ------ |
| Ксеногенеза             | Xenogenesis               | 1978.  | [ 20 ] |
| Средња школа рокенрола  | Rock 'n' Roll High School | 1979.  | [ 51 ] |
| Срећан рођендан, Гемини | Happy Birthday, Gemini    | 1980.  | [ 52 ] |
| Битка изнад звезда      | Battle Beyond the Stars   | 1980.  | [ 53 ] |
| Бекство из Њујорка      | Escape from New York      | 1981.  | [ 54 ] |
| Галаксија терора        | Galaxy of Terror          | 1981.  | [ 55 ] |
| Андроид                 | Android                   | 1982.  | [ 56 ] |
| Титаник                 | Titanic                   | 1997.  | [ 57 ] |

### Камео
| Назив   | Изворни назив            | Година | Улога             | Реф.   |
| ------- | ------------------------ | ------ | ----------------- | ------ |
| Титаник | Titanic                  | 1997.  | плесач            | [ 58 ] |
|         | The Muse                 | 1999.  | глуми самога себе | [ 59 ] |
|         | High Heels and Low Lifes | 2001.  | извештач          | [ 60 ] |

## Телевизија
| Назив                                                | Изворни назив                                        | Година     | Улога                       | Канал                 | Напомене                                                           | Реф.          |
| ---------------------------------------------------- | ---------------------------------------------------- | ---------- | --------------------------- | --------------------- | ------------------------------------------------------------------ | ------------- |
| Луд за тобом                                         | Mad About You                                        | 1998.      | глуми самога себе           | НБЦ                   | Епизода:                                                           | [ 61 ]        |
| Црни анђео                                           | Dark Angel                                           | 2000—2002. | —                           | ФОКС                  | Извршни продуцент Епизода: (сценарио) Епизода: (режија и сценарио) | [ 62 ]        |
| Earthship.TV                                         | Earthship.TV                                         | 2001.      | —                           | Дискавери             | Документарац Режисер                                               | [ 63 ] [ 64 ] |
| Експедиција: Бизмарк                                 | Expedition: Bismarck                                 | 2002.      | —                           | Дискавери             | Документарац Продуцент и помоћни режисер                           | [ 65 ]        |
| Последње мистерије Титаника                          | Last Mysteries of the Titanic                        | 2005.      | глуми самога себе           | Дискавери             | Документарац Редитељ и продуцент                                   | [ 66 ] [ 67 ] |
| Свита                                                | Entourage                                            | 2005—2006. | глуми самога себе           | ХБО                   | Четири епизоде                                                     | [ 68 ]        |
| Тони Робинсова авантура са Титаником                 | Tony Robinson's Titanic Adventure                    | 2005.      | глуми самога себе           | Канал 4               | Документарац                                                       | [ 69 ] [ 70 ] |
| Дешифрован Егзодус                                   | The Exodus Decoded                                   | 2006.      | —                           | History               | Документарац Извршни продуцент                                     | [ 71 ]        |
| Исусов изгубљени гроб                                | The Lost Tomb of Jesus                               | 2007.      | —                           | Дискавери             | Документарац Извршни продуцент                                     | [ 72 ]        |
| Терминатор: Хронике Саре Конор                       | Terminator: The Sarah Connor Chronicles              | 2008—2009. | —                           | ФОКС                  | Ликови                                                             | [ 73 ]        |
| Титаник: Последња реч са Џејмсом Камероном           | Titanic: The Final Word with James Cameron           | 2012.      | глуми самога себе           | Национална географија | Документарац                                                       | [ 74 ]        |
| Џејмс Камерон: Путовање до средишта Земље            | James Cameron: Voyage to the Bottom of the Earth     | 2012.      | глуми самога себе           | Национална географија | Документарац                                                       | [ 75 ]        |
| Нова епоха истраживања: Национална географија на 125 | A New Age of Exploration: National Geographic at 125 | 2013.      | глуми самога себе           | Национална географија | Документарац                                                       | [ 76 ] [ 77 ] |
| Године опасног живота                                | Years of Living Dangerously                          | 2014.      | —                           | Шоутајм               | Документарна серија Извршни продуцент                              | [ 78 ]        |
| Прича Џејмса Камерона о научној фантастици           | James Cameron's Story of Science Fiction             | 2018.      | глуми самога себе (домаћин) | АМЦ                   | Документарна серија Извршни продуцент                              | [ 79 ]        |
| Тајне китова                                         | Secrets of the Whales                                | 2021.      | —                           | Национална географија | Документарна серија Извршни продуцент                              | [ 80 ]        |